# Sydney Padua

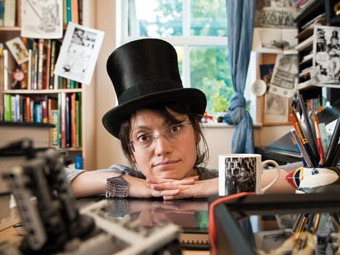
Sydney Padua (2011)

Melina Sydney Padua (* 1971) ist eine kanadische Trickfilmzeichnerin, VFX Künstlerin und Comicautorin. Sie lebt in London, England.

## Leben
1971 als Tochter einer kanadischen Mutter und eines argentinischen Vaters geboren, wuchs Padua in Mexiko und Kanada auf. Sie studierte „die noble Kunst des Theaters“ an der University of Alberta.
Als Trickfilmzeichnerin und Character Animator arbeitete sie an zahlreichen Filmen mit, u. a. Der Gigant aus dem All (1999), Jagdfieber (2006), L’Illusionniste (2010), Kampf der Titanen (2010) und John Carter – Zwischen zwei Welten (2012). Bei dem von ihr geschriebenen und animierten Kurzfilm Agricultural Report (2004) führte sie zudem Regie.
2009 zeichnete Padua das Webcomic 2D Goggles or The Thrilling Adventures of Lovelace and Babbage. 2009–2010 wurden diese Zeichnungen in einer Ausstellung zum Thema Steampunk im Museum of the History of Science in Oxford gezeigt. Eine Adaption ihres Webcomics wurde 2013 unter dem Titel A Note of Discord vom Theatre Paradok beim Edinburgh Festival Fringe aufgeführt.

2015 veröffentlichte Padua eine erweiterte Version ihres Webcomics als Buch. In The Thrilling Adventures of Lovelace and Babbage: The (Mostly) True Story of the First Computer entwirft sie eine Parallelwelt, in der Charles Babbage und Ada Lovelace im 19. Jahrhundert bereits einen mechanischen Computer in Betrieb nehmen – nicht zuletzt, um Verbrechen (hier: Straßenmusik und Poesie) zu bekämpfen. Padua verarbeitete Originalzitate zu Sprechblasentext und streute intertextuelle Bezüge (u. a. George Booles An Investigation of The Laws of Thought, Lewis Carrolls Alice im Wunderland und Samuel Taylor Coleridges Kubla Khan) in den Comic ein. Fußnoten und ein Addendum liefern umfangreiche Hintergrundinformationen zu den historischen Vorbildern der Figuren und zu Babbages Analytical Engine. Das Buch wurde von der British Society for the History of Mathematics mit dem Neumann-Preis 2015 (für Populärliteratur zur Geschichte der Mathematik) ausgezeichnet.

## Werke (Auswahl)
- 2015 The Thrilling Adventures of Lovelace and Babbage: The (Mostly) True Story of the First Computer, Pantheon Books, ISBN 978-0-307-90827-8.

## Preise
- 2005 Publikumspreis für Agricultural Report bei der Alpinale
- 2006 Kurzfilmpreis für Vincent (2004) beim Internationalen Filmwochenende Würzburg[6]
- 2015 Neumann-Preis der British Society for the History of Mathematics für The Thrilling Adventures of Lovelace and Babbage